# Ancarano (Slovenia)
Ancarano (in sloveno Ankaran [aŋkaˈɾáːn], in veneto Ancaran) è un comune (občina) di 3 388 abitanti della regione statistica del Litorale-Carso della Slovenia.

## Geografia fisica
Il paese si estende lungo il golfo di Capodistria, tra la Baia di San Bartolomeo e la foce del Risano. È uno dei quattro comuni costieri della Slovenia e il più settentrionale di essi: il centro dista meno di tre chilometri dal confine italiano. Nel comune vige il bilinguismo sloveno/italiano. Nel suo comune si trova Punta Grossa.

## Storia

### Storia antica
L'area dove oggi sorge Ancarano fu abitata già in epoca romana. Fu sempre legata a Capodistria e ne seguì le sorti nel corso dei secoli, facendo prima parte della Repubblica di Venezia e poi dell'Impero austro-ungarico.

### Ancarano italiana e l'annessione alla Jugoslavia
Ancarano fu insieme a Capodistria centro irredentista italiano durante la prima guerra mondiale e dato che la quasi totalità della popolazione era italiana di madrelingua italiana accolse di buon grado l'annessione all'Italia nel 1920. Nel 1943 le truppe naziste occuparono Ancarano inserendola nella Zona d'operazioni del Litorale adriatico.

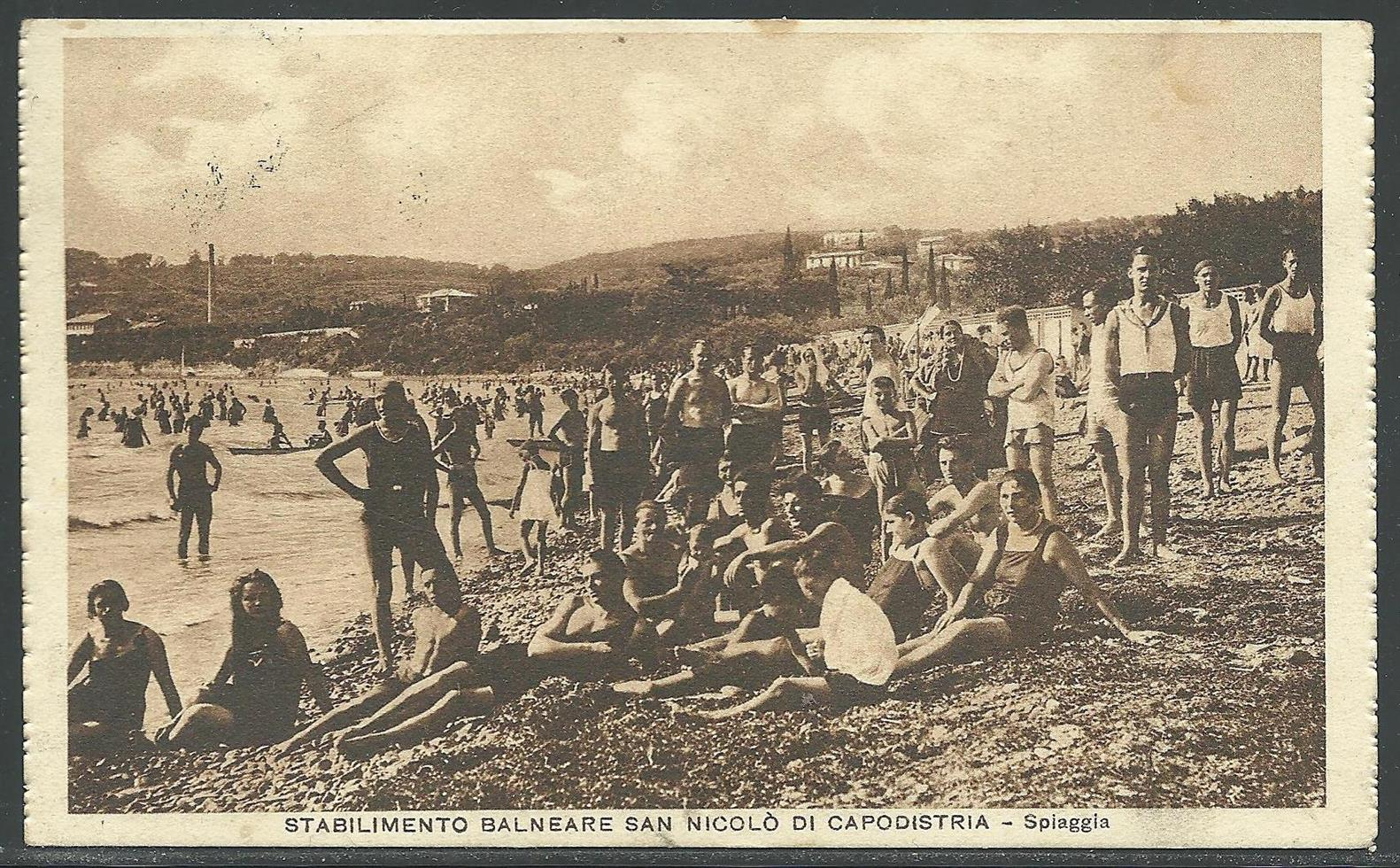
Turisti al mare sulla spiaggia di San Niccolò nel 1929

Nel dopoguerra fu inserita nella Zona B del Territorio Libero di Trieste e successivamente fu annessa alla Jugoslavia. Il regime comunista mise in atto politiche anti italiane, le quali in diversi casi arrivarono all'eliminazione fisica degli italiani. Per sfuggire ai massacri delle foibe gli italiani dovettero lasciare ogni proprio bene e scegliere la strada dell'esodo. Dopo l'esodo il comune fu ripopolato da popolazione slovene non autoctone provenienti dalla Carniola, o dall'entroterra istriano. Nel 1991 Ancarano è entrata a far parte della Repubblica di Slovenia indipendente.

### Storia recente

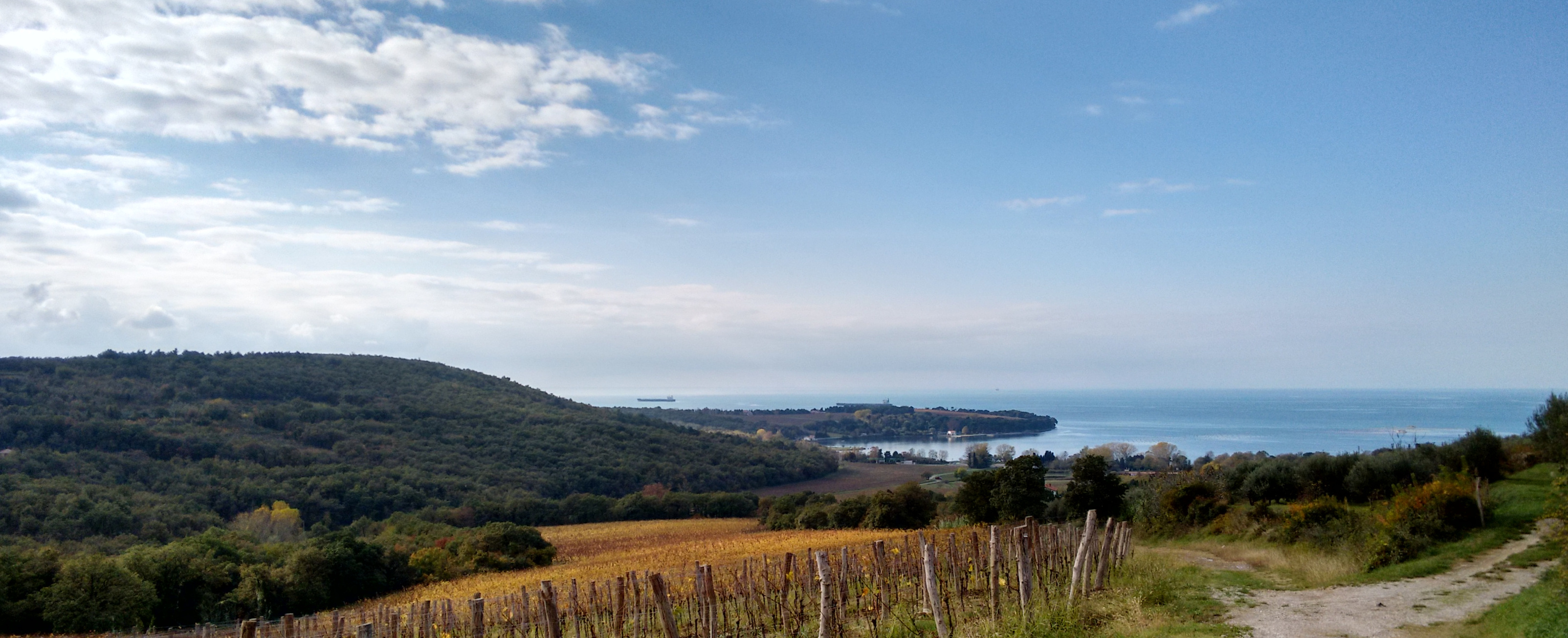
Punta Grossa dall'alto, 2014

Sono state numerose le iniziative per la creazione del comune di Ancarano. Il primo referendum si è svolto il 26 gennaio 2006 e ha avuto esito negativo: contro infatti la nascita del nuovo comune si è espresso il 66,39% degli elettori.
Un secondo referendum per staccare la frazione da Capodistria è stato indetto l'8 novembre 2009 e vi ha partecipato il 55,45% degli elettori. La consultazione ha dato esito positivo, aprendo la strada ad un lunghissimo iter. Contro la divisione da Capodistria si era scagliata anche l'Unione Italiana, che rappresenta la minoranza italiana. L'assemblea nazionale slovena aveva inizialmente accolto la richiesta il 30 marzo 2010, salvo successivamente ricevere il veto dal consiglio di Stato sloveno, in quanto non vi era la maggioranza assoluta. La questione era stata risolta dalla Corte costituzionale, che aveva emesso sentenza positiva il 9 giugno 2011.
Il 22 ottobre 2014 si è costituito ufficialmente il primo consiglio comunale con alla guida il sindaco Gregor Strmčnik della lista civica Amiamo Ancarano che ha ottenuto il 68% delle preferenze. Il comune è pienamente operativo a partire dal 1º gennaio 2015. Il consiglio comunale è composto da 13 membri, tra cui uno espressione dalla comunità italiana.

### Simboli
Lo stemma del comune ha al suo interno tre simboli:
- delle onde che rappresentano il mare;
- un ulivo verde che rappresenta la natura;
- i raggi di luce che rappresentano il faro.

La bandiera del comune ha una forma rettangolare. Le diagonali del rettangolo la dividono in quattro triangoli. Il triangolo superiore è di colore verde, mentre quello inferiore è azzurro. I rimanenti due sono di colore giallo.
I simboli sono stati realizzati dal designer sloveno Franko Barut, autore di numerosi altri stemmi, seguendo i consigli ricevuti dai cittadini del comune.

## Monumenti e luoghi d'interesse

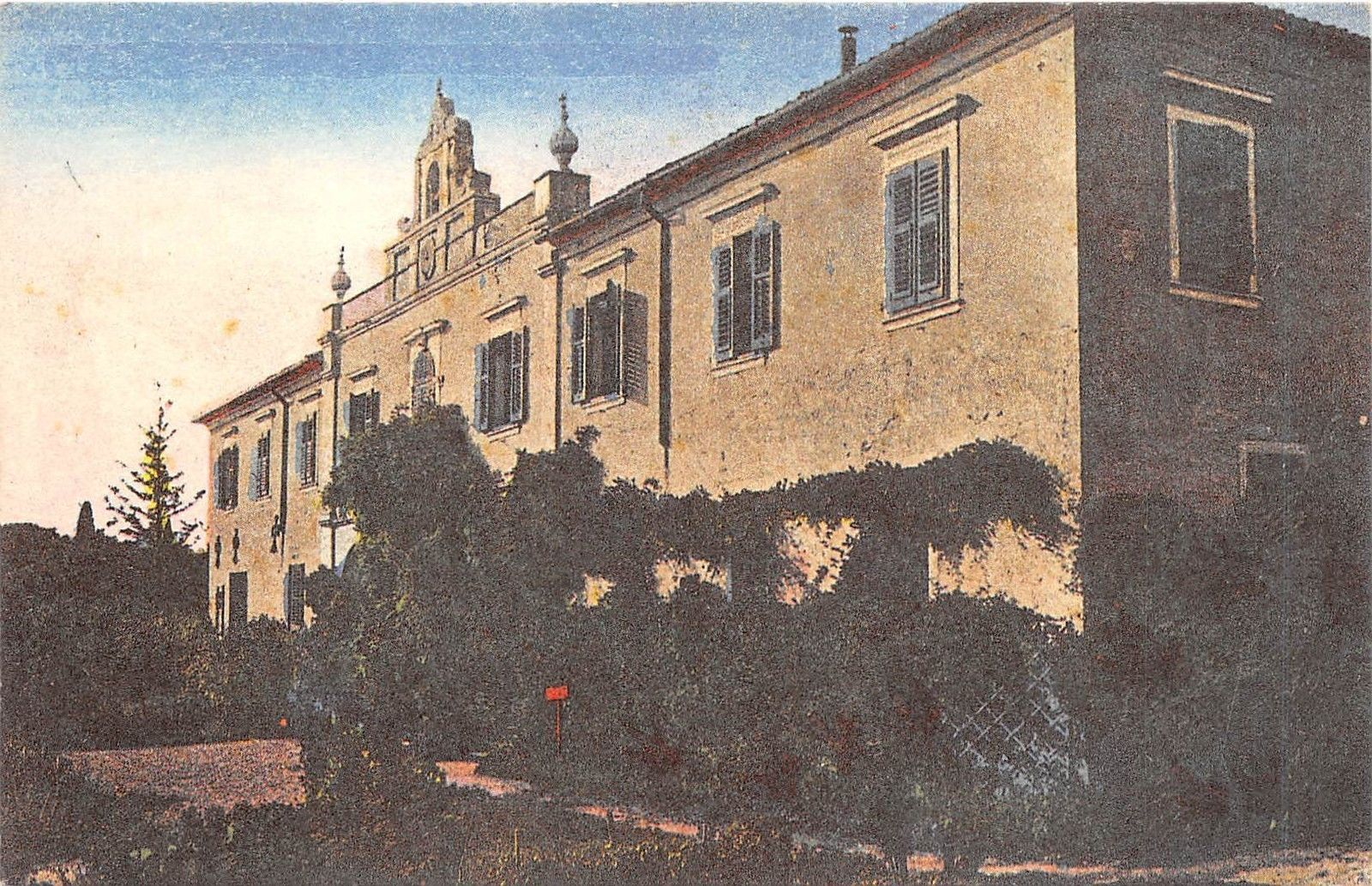
Centro per la cura alla tubercolosi di Ancarano nel 1925 che si trovava nell'ex monastero benedettino di San Nicolò

Tra i siti di maggiore rilevanza storica vi è il monastero benedettino di San Nicolò d'Oltra, sorto come una priorità monastica benedettina all'inizio del XI secolo vicino alla chiesa di Sant'Apollinare di Gasello già esistente nel X secolo, infatti nel 1072 il sacerdote Remedio con l'approvazione del vescovo di Trieste Adalgero donò la chiesa e le sue pertinenze all'abate Zeno dell'abbazia benedettina di San Nicolò del Lido di Venezia cui dipenderà il priorato monastico della Valdoltra.
Nel 1630, la peste bubbonica costrinse i monaci ad abbandonare il monastero, che fu acquistato solo nel 1774 dalla famiglia Madonizza di Capodistria, che la trasformarono in residenza estiva. Durante le guerre napoleoniche, l'edificio fu adibito a ospedale militare. Nel 1909 sorse un centro di convalescenza in riva al mare per i bambini affetti dalla tubercolosi delle ossa, attuale Clinica ortopedica di Valdoltra, struttura per le cure ortopediche specializzate nella riabilitazione sportiva.
Nel 1985 venne trasferito da Capodistria ad Ancarano il sanatorio per la tubercolosi polmonare, come distaccamento dell'ospedale di Isola.

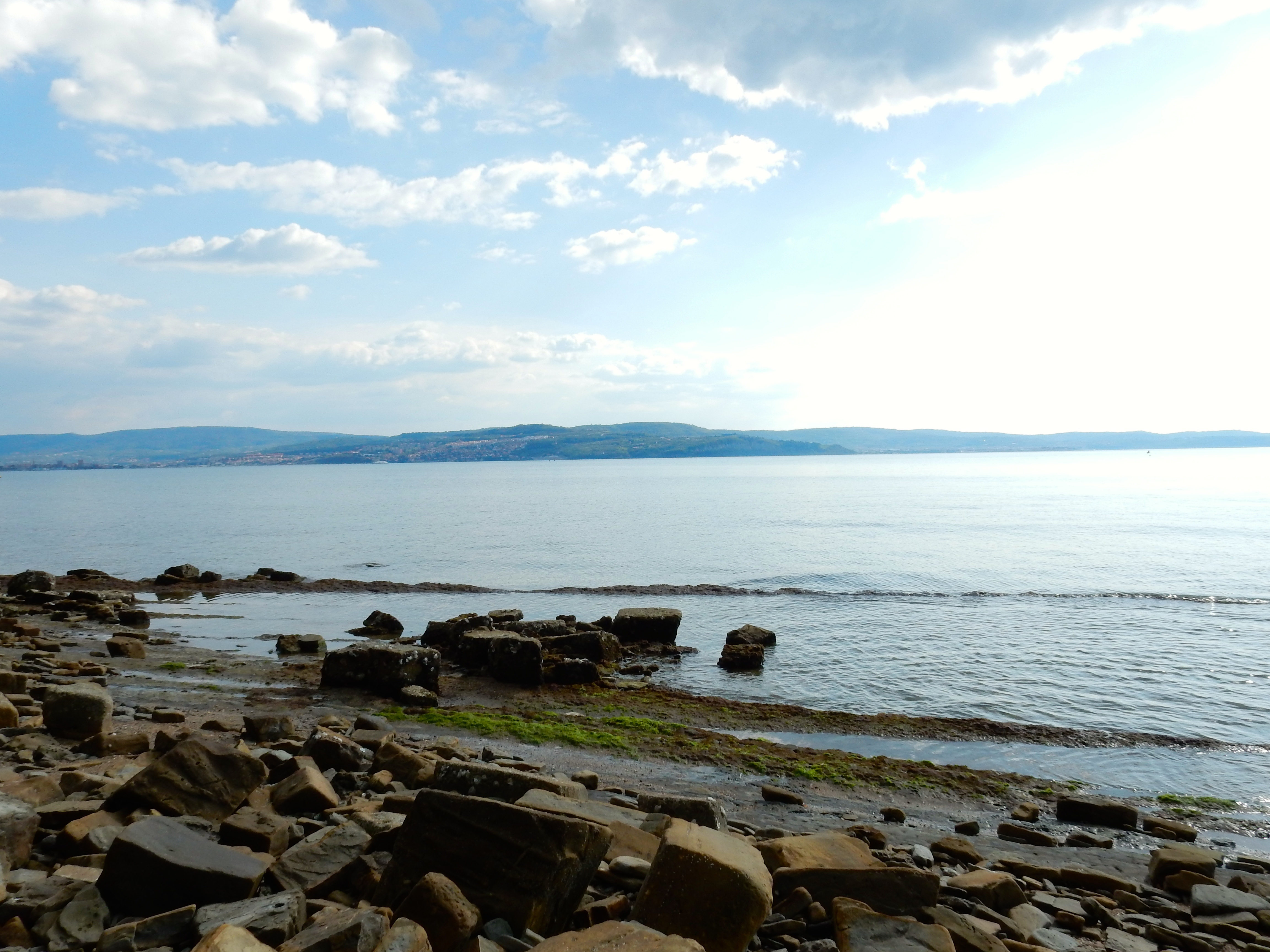
Spiaggia ad Ancarano

## Società

### Evoluzione demografica
Abitanti censiti

Gli sloveni, in larga parte originari di altre zone della repubblica ed insediatisi nel territorio solo a partire dagli anni '50, costituiscono ora l'assoluta maggioranza dei residenti.

### La presenza autoctona di italiani
È presente una comunità di italiani autoctoni che rappresentano una minoranza residuale di quelle popolazioni italofone che abitarono per secoli la penisola dell'Istria e le coste e le isole del Quarnaro e della Dalmazia, territori che appartennero alla Repubblica di Venezia. La presenza degli italiani ad Ancarano è drasticamente diminuita in seguito all'esodo giuliano dalmata, che avvenne dopo la seconda guerra mondiale e che fu anche cagionato dai "massacri delle foibe".
Oggi, nonostante l'esodo, esiste la Comunità degli Italiani di Ancarano la quale raccoglie il 2,5% della popolazione. Fino ai primi anni '50 la componente italiana ed italofona costituiva più del 95% della popolazione.

### Lingue e dialetti
Lo sloveno è la lingua più utilizzata, ma l'uso e la conoscenza dell'italiano, per motivi storici e geografici grazie all'estrema vicinanza del confine, persiste in ampi strati della popolazione.

Sono presenti inoltre piccole minoranze di croati e di altre nazionalità della ex Jugoslavia.
| %      | Ripartizione linguistica (gruppi principali) |
| ------ | -------------------------------------------- |
| 2,50%  | madrelingua italiana                         |
| 73,10% | madrelingua slovena                          |

## Geografia antropica
Il comune di Ancarano è formato dall'unico insediamento (naselija) di Ancarano, capoluogo comunale.

## Amministrazione
| Periodo          | Periodo   | Primo cittadino | Partito                            | Carica  | Note   |
| ---------------- | --------- | --------------- | ---------------------------------- | ------- | ------ |
| 2014             | 2018      | Gregor Strmčnik | Radi imamo Ankaran/Amiamo Ancarano | sindaco | [ 17 ] |
| 18 novembre 2018 | in carica | Gregor Strmčnik | Radi imamo Ankaran/Amiamo Ancarano | sindaco | [ 18 ] |

## Sport
Ancarano è sede della società calcistica NK Ankaran Hrvatini, fondata nel 1966, che gioca nello stadio ŠRC Katarina. La squadra milita nella Druga slovenska nogometna liga, la seconda categoria slovena.
Nel paese ha anche sede il Club Arcieri Ancarano che pratica tiro con l'arco a livello nazionale, inoltre il club Nautilus di Capodistria organizza ogni anno una regata a cui partecipano equipaggi croati, sloveni e italiani.